# Szumleś Królewski
Szumleś Królewski (prononcé en polonais [ˈʂumlɛɕ kruˈlɛfskʲi] ; en cachoube Królewsczi Szumlés) est un village de la gmina de Nowa Karczma, dans le powiat de Kościerzyna, dans la voïvodie de Poméranie, dans le nord de la Pologne. Il se trouve à environ 4 kilomètres au nord-est de Nowa Karczma, 18 kilomètres à l'est de Kościerzyna et à 35 kilomètres au sud-ouest de la capitale régionale, Gdańsk. 
Le village compte 162 habitants. 